# María Nela Sinisterra
María Nela Sinisterra Hurtado (Buenaventura, 9 de diciembre de 1988) es una modelo y actriz colombiana.

## Biografía
Nació en Buenaventura, a orillas del océano Pacífico, a 120 km al noroeste de Cali, viviendo en una casa de madera con su familia de 5 hermanos y 8 hermanastros, nacidos de padres y abuelos mineros.
Después de terminar sus estudios de enfermería en el IFA (Instituto Femenino La Anunciación) de Buenaventura, se mudó a Bogotá (capital del país), donde participó en el reality Señorita Bogotá (en 2006). No le permitieron representar a Bogotá para ser la Señorita Colombia; sin embargo fue elegida virreina del festival.
En esos años actuó en una versión de La comedia de los errores, de William Shakespeare, como uno de los gemelos de Siracusa.
En la telenovela El Cartel de los Sapos, en la televisión colombiana, Sinisterra representó el papel de una modelo que está en pareja con un narcotraficante (representado por el actor Manolo Cardona).
Trabajó para la agencia Stock Models, que le consiguió un contrato en Telemedia, haciendo un programa de Call TV para Colombia.
En diciembre de 2005 salió en la portada de la revista SoHo.
Trabajó como conductora del programa televisivo Fluye Bogotá de la Empresa de Acueducto y Alcantarillado durante la alcaldía de Luis Eduardo Garzón. Estuvo a punto de casarse con un empresario colombiano con el que fueron novios durante varios años. Ya habían preparado la fiesta y Sinisterra había decidido regresar a Bogotá. Sin embargo, un amigo del pretendiente publicó en Facebook unas fotos de una fiesta en su finca de Colombia, donde el novio aparecía abrazado a otra mujer, también joven, negra y bonita.
En 2008, con 19 años de edad, decidió probar suerte en Argentina. Participó en el reality show De frente al miedo, producido en Buenos Aires para el canal Caracol.
Por recomendación de su maquillador, Martín Blanco ―con quien compartía un departamento en Las Cañitas, un barrio de moda de Buenos Aires―, Sinisterra conoció al presentador de televisión Gerardo Sofovich, que presentaba un programa de concursos llamado La noche del domingo. De esa manera ingresó al equipo de las mujeres más codiciadas de la televisión argentina, las secretarias de Sofóvich.
En 2009 fue la presentadora de la lotería en el canal televisivo de juegos Gambling TV.
En la temporada teatral de enero y febrero de 2010 en la ciudad cordobesa de Villa Carlos Paz, participó en el teatro de revistas Gracias a la Villa, de Gerardo Sofóvich.
En agosto de mismo año apareció en la portada de la versión argentina de la revista Playboy.
En 2011, su idea original para una sitcom fue convertida en la serie ¡Todas a mí!, en la que participó como actriz y como coguionista de todos los episodios.
En el mismo año también debutó en el cine en la película Olympia, de Leonardo Damario, en que representa a una colombiana que está en búsqueda de trabajo.
Entre julio y diciembre viajó a Bogotá 15 fines de semana para rodar la película Hombres a la carta, porque estaba trabajando en la serie de televisión Todas a mí en Buenos Aires.
Trabajó en la película hispanoargentina de terror Penumbra (2011).
En 2012 actuó en la película argentina Corazón de León, de Marcos Carnevale, con Guillermo Francella.
Lanzó un disco con temas de cumbia y pop.
En 2013 debutó en el cine español en la comedia Solo para dos, de Roberto Santiago, junto a Santi Millán.
En 2015 trabajó en la versión colombiana de la película Corazón de León, que protagonizó junto a los actores colombianos Marlon Moreno y Manolo Cardona.
En Colombia trabajó en la película dramática Tiempo muerto, con un guion que en Argentina ganó varios premios.
En el mismo año trabajó en Bogotá con el actor colombiano-estadounidense John Leguizamo en la película dramática Perros, de Harold Trompetero.
Trabajó en la película colombiana de terror y suspenso, Pacífico, que se rodó en Bahía Solano.
Después trabajó en Buscando el muerto arriba.Actualmente vive en España

## Filmografía

### Televisión
| Año       | Título                        | Personaje                | Canal              |
| --------- | ----------------------------- | ------------------------ | ------------------ |
| 2004      | Pandilla guerra y paz         |                          | Canal RCN          |
| 2008      | Súper pa                      | Martha                   | Canal RCN          |
| 2008      | El cartel                     |                          | Caracol Televisión |
| 2008      | En los tacones de Eva         |                          | Canal RCN          |
| 2011      | Tambo congo                   | Unitario                 |                    |
| 2011-2012 | ¡Todas a mí!                  | Dalia                    | América TV         |
| 2012      | Participación en “Los únicos” |                          | Canal 13           |
| 2013      | Pasajeros                     | Oliva                    |                    |
| 2013      | Comando elite                 | Camila                   | Canal RCN          |
| 2013      | La Madame                     | Emma                     | UniMás             |
| 2013      | La hipocondriaca              | Kelly                    | Caracol Televisión |
| 2013      | Mentiras perfectas            |                          | Caracol Televisión |
| 2013-2014 | Los vecinos en guerra         | María                    | Telefe             |
| 2014      | Cumbia ninja                  | Teniente Espina          | Fox Channel        |
| 2016      | Sala de urgencias             | Carla                    | Canal RCN          |
| 2017      | Pambelé                       | Carlina Orozco           | Canal RCN          |
| 2017      | Los Morales                   | Marlyn                   | Caracol Televisión |
| 2017      | Blue Demon                    | Carmela                  | Blim TV            |
| 2017      | Mi marido tiene familia       | Luz Tenorio              | Las Estrellas      |
| 2018      | El Señor de los Cielos        | Eulalia                  | Telemundo          |
| 2020-2021 | Chichipatos                   | Yurani                   | Netflix            |
| 2021      | Cómo sobreviví al 2020        | Maria                    | Canal Capital      |
| 2023      | Los medalistas                | Anabel                   | Caracol Televisión |
| 2024      | Devuélveme la vida            | Josefina "Jose" Mosquera | Caracol Televisión |

## Cine
- 2010: Penumbra, como Aurelia.[18]
- 2012: Olympia, como Vernita PornStar[19]
- 2012: Hombres a la carta (comedia romántica; Colombia).[11]
- 2013: Solo para dos, coproducción hispanoargentina dirigida por Roberto Santiago, protagonizada por Santi Millán y Martina Gusmán; como Tania[20]
- 2013: Corazón de león, como Glenda (la secretaria de Guillermo Francella).[20]
- 2013: Ocho tiros.[21]
- 2015: Perros, película dramática filmada en Bogotá, con John Leguizamo.[13][14]
- 2015: Corazón de León, como Juana, coprotagonista de Marlon Moreno.
- 2016: Tiempo muerto, con Guillermo Pfening y Luis Luque; como Julia.[22][23][24]
- 2016: Pacífico como Nazira
- 2019: Al son que me toquen bailo como Doris
- 2021: La inquilina como Maria